# Падьєрнос (Авіла)
Падьєрнос (ісп. Padiernos) — муніципалітет в Іспанії, у складі автономної спільноти Кастилія-і-Леон, у провінції Авіла. Населення — 256 осіб (2010).
Муніципалітет розташований на відстані близько 100 км на захід від Мадрида, 12 км на захід від Авіли.
На території муніципалітету розташовані такі населені пункти: (дані про населення за 2010 рік)
- Альдеалабад: 13 осіб
- Муньйочас: 24 особи
- Падьєрнос: 219 осіб

## Демографія
Динаміка населення (INE ):